# Stazione di Cremona
Stazione di Cremona vasútállomás Olaszországban, Lombardia régióban, Cremona településen.

## Vasútvonalak
Az állomást az alábbi vasútvonalak érintik:
- Pavia-Cremona-vasútvonal
- Treviglio–Cremona-vasútvonal
- Brescia–Cremona-vasútvonal
- Cremona–Fidenza-vasútvonal
- Cremona-Iseo-vasútvonal
- Piacenza–Cremona-vasútvonal
- Cremona-Mantova-vasútvonal

## Kapcsolódó állomások
A vasútállomáshoz az alábbi állomások vannak a legközelebb:
- Stazione di Villetta Malagnino (Pavia–Mantua-vasútvonal, kelet)
- Stazione di Cava Tigozzi (Pavia–Mantua-vasútvonal, nyugat)
- Stazione di Olmeneta (Treviglio–Cremona-vasútvonal, Brescia–Cremona-vasútvonal, észak)
- Stazione di Cremona Porta Milano (1954. július 15. – 1956. március 5., Cremona-Iseo-vasútvonal, nyugat)
- Stazione di Castelvetro

## Verkehr
| Járat | Útvonal |
| ----- | --- |
| RE 11 | Milano Centrale – Milano Lambrate – Milano Rogoredo – Lodi – Codogno – Ponte d’Adda – Cremona – Piadena – Mantova                                                                    |
| R 5   | Brescia – San Zeno-Folzano – Bagnolo Mella – Manerbio – Verolanuova – Robecco-Pontevico – Olmeneta – Cremona                                                                         |
| R 6   | Treviglio – Caravaggio – Capralba – Casaletto Vaprio – Crema – Madignano – Castelleone – Soresina – Casalbuttano – Olmeneta – Cremona                                                |
| R 39  | Codogno – Maleo – Pizzighettone – Ponte d’Adda – Acquanegra Cremonese – Cava Tigozzi – Cremona                                                                                       |
| R 40  | Cremona – Villetta Malagnino – Gazzo-Pieve San Giacomo – Torre de’ Picenardi – Piadena – Bozzolo – Marcaria – San Michele in Bosco – Ospedaletto Mantovano – Castellucchio – Mantova |